# Saturnino di Cartagine
Saturnino (Cartagine, III secolo – Roma, 29 novembre 304) fu un martire nordafricano per il quale papa Damaso I fece realizzare un'epigrafe per ricordarne la vita: «esiliato a Roma durante la persecuzione dell’imperatore Decio (249-251), subì il martirio nel 304, sotto l'imperatore Massimiano». È venerato come santo dalla Chiesa cattolica.
Le sue spoglie vennero deposte nel cimitero di Trasone, catacombe collocate lungo la via Salaria, oggi parte del quartiere Parioli. La Depositio Martyrum di Filocalo ricorda il santo il giorno 29 novembre: III kal. dec. Saturnini in Trasonis.
I resti del santo sono stati traslati nella chiesa di San Saturnino a Roma, a cui è stato assegnato il titolo cardinalizio.
Il Martirologio Romano lo ricorda il 29 novembre con queste parole:
( Martirologio Romano. Riformato a norma dei decreti del Concilio ecumenico Vaticano II e promulgato da papa Giovanni Paolo II (PDF), Città del Vaticano, Libreria editrice vaticana, 2004,  p. 914.)